# ヨハニスタール飛行場

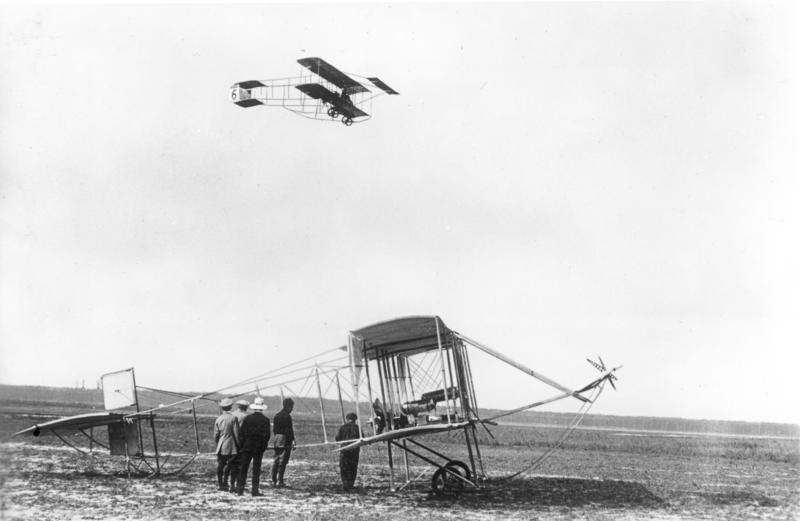
1910年の飛行場

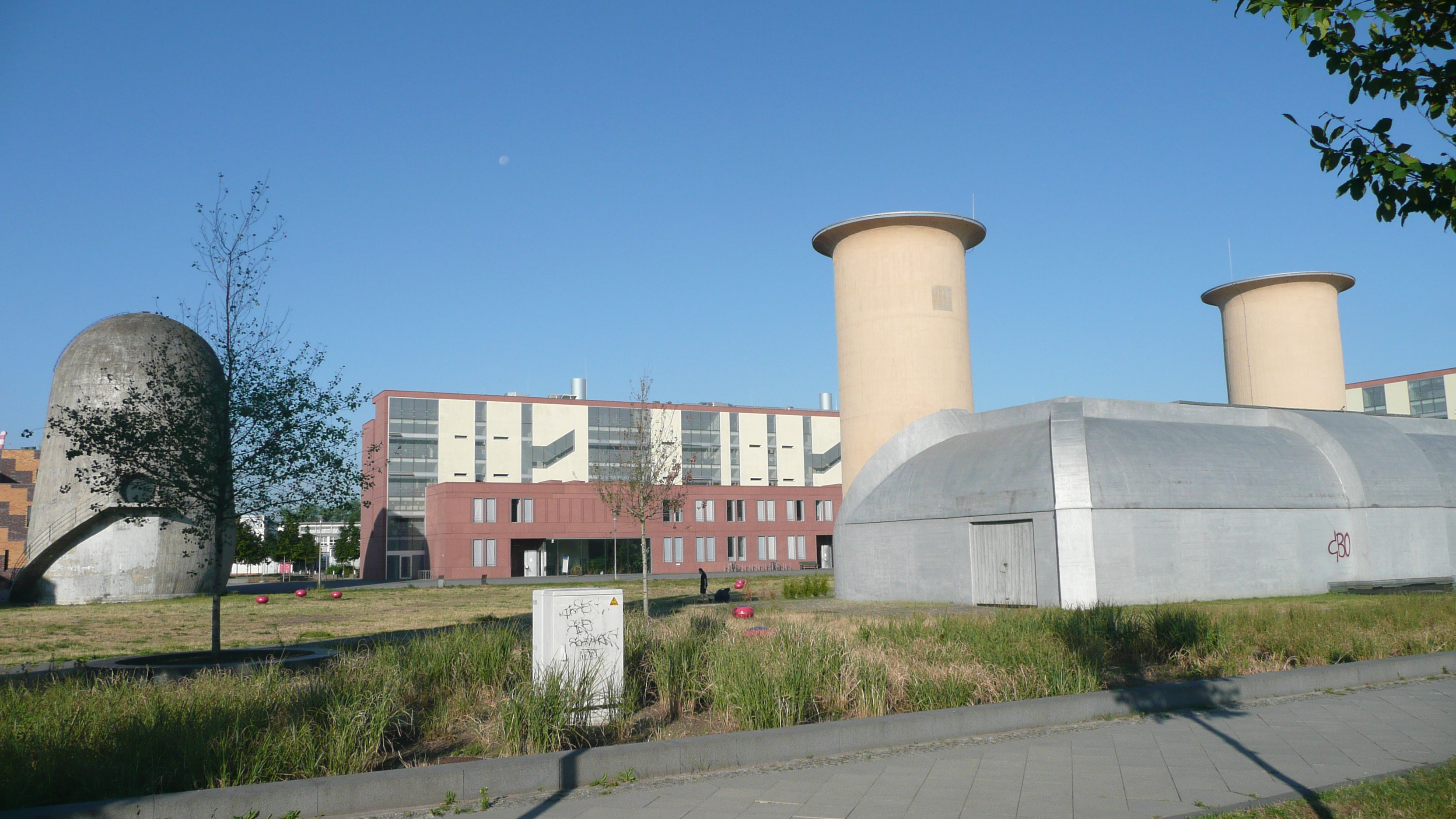
Aerodynamische Park

ヨハニスタール飛行場 (ドイツ語: Flugplatz Johannisthal) はかつてドイツのベルリンの南東15kmに存在した飛行場である。ドイツで初の飛行場として1909年の9月26日に開所した。世界最初の飛行場であるフランスのランス飛行場に数週間遅れてのことであった。1920年代にテンペルホーフ空港が作られるまで、ベルリンの主要空港であった。1925年に運用停止、1995年に閉鎖され、現在は一部が航空力学公園 (Aerodynamischer Park) となっている。 
アルトゥール・ミュラー (Arthur Müller) とゲオルク・フォン・チューディによって「ベルリン＝ヨハニスタール飛行場およびスポーツ場有限会社 (Flug- und Sportplatz GmbH Berlin-Johannisthal)」が設立されたことに始まる。フォン・チューディはドイツ航空のパイオニアで、1909年にフランクフルトで国際飛行船展覧会の運営委員長を務めた人物である.。飛行場の維持費は当初、飛行を見物する観客の入場料で賄われていたため、柵を乗り越えるタダ見客に悩まされた。1909年10月30日にハンス・グラーデが、単葉機 "Libelle（とんぼ）"で一定の間隔のパイロン間の8の字飛行をしたドイツ機に与えられる懸賞「Lanz-Price」を獲得した。1911年9月13日、メリ・ベーゼがヨハニスタール飛行場でドイツの最初の女性パイロットとなった。
アントニー・フォッカーら多くの航空パイオニアが工場や飛行学校を設けた。
第一次世界大戦が始まると民間航空は軍事に転用されたが、終戦後の1919年2月から最初の航空郵便が行われた。1923年にテンペルホーフ空港が開港するとヨハニスタール飛行場の重要性は急激に失われた。ナチス時代はドイツ航空研究所の施設が設けられた。第二次世界大戦後は、東ドイツ軍の演習場として用いられ、航空研究施設は運営された。ドイツ再統一後は、研究施設も西ドイツの研究施設に統合され使用されなくなった。現在は一部が航空力学公園（Aerodynamischer Park）となっている。